# Museo del Tesoro del Duomo di Vercelli
Il Museo del Tesoro del Duomo di Vercelli conserva un'importante raccolta di opere d'arte testimonianti la millenaria storia della cattedrale di Vercelli.
Il Museo ha sede nel Palazzo Arcivescovile adiacente al Duomo, in piazza Alessandro D'Angennes, nel centro storico della città. Inaugurato nel maggio 2000, dal 2005 è gestito dalla Fondazione museo del Tesoro del Duomo e Archivio capitolare che si occupa non solo della valorizzazione del percorso museale ma anche della gestione di Archivio e Biblioteca capitolare, promuovendo la ricerca e la fruizione delle opere conservate tramite iniziative culturali, convegni, conferenze e progetti nazionali e internazionali.

## Storia
Il Museo è stato aperto al pubblico nel 2000 dopo i lavori di restauro che hanno interessato il Palazzo Arcivescovile iniziati in relazione alla visita di Papa Giovanni Paolo II nel 1998. Al piano terra, sono stati in parte recuperati eleganti ambienti caratterizzati da soffitti a cassettoni impreziositi da dipinti e dal monogramma del committente, il vescovo Agostino Ferrero (1511-1536).
Nel corso degli anni l'esposizione è stata ampliata sino al completo riallestimento nel 2013 che ha visto l'ampliamento al piano superiore con l'apertura delle Stanze del Papa, in ricordo della visita di San Giovanni Paolo II del 1998 in città. Nel 2015 è stata inaugurata la sala destinata alla sezione scultorea, con l'allestimento dell'opera EHONCEO di Giorgio Sambonet. Nel 2021, grazie al contributo del Lions Club di Vercelli, il percorso museale si è arricchito dell'armadio dei vescovi, posto nella seconda stanza del Papa. Dal 2023 è online il virtual tour completo e gratuito del museo e di parte della Biblioteca capitolare.   

## Descrizione
L’esposizione, comprende opere di oreficeria, suppellettili e arredi liturgici, tessuti e dipinti. Ogni opera esposta si ricollega a importanti momenti della storia di Vercelli, non solo sul piano religioso, ma anche sociale, politico e artistico, per il lungo periodo che va dal III secolo all’età contemporanea. 
Vari sono i temi affrontati: la città come tappa privilegiata della Via Francigena grazie alla presenza della cattedrale e del suo prezioso crocifisso dell’anno 1000; il potere dei vescovi vercellesi in periodo medievale e rinascimentale; la devozione suscitata dalla presenza dei reliquiari; le propaggini del mecenatismo artistico vercellese che si manifestano nel metallo, nel tessuto e nei dipinti. 

## Opere principali
- Dalla Cattedrale proviene il riempimento originale del maestoso crocifisso, in museo rappresentato da una copia. In cocciopesto e resine organiche, il riempimento è stato separato dall'originale nei restauri seguiti all'atto vandalico del 1983. Il restauro ha permesso di studiare ed approfondire le tecniche costruttive del manufatto nonché di rinvenire all'interno tessuti medioevali utilizzati per colmare i vuoti venutosi a creare nell'anima lignea. Questi tessuti riuniti hanno permesso di ricostruire un'antica tovaglia di altare in lino con ricami in seta rossa.
- Di ambito tedesco, tre bacili in bronzo decorati ad incisione risalenti al XII secolo. Due presentano le vicende di San Tommaso Apostolo in India, l'altro la personificazione dei Vizi che ha il probabile compagno in uno analogo conservato ad Hannover.
- Notevoli i doni dei vescovi Ferrero, la famiglia che ha visto diversi esponenti salire sulla cattedra vescovile nel XVI secolo: Agostino Ferrero donò il bastone pastorale realizzato dalla famosa bottega dei fratelli Gambi detti i Bombarda di Cremona nel 1520, in argento fuso e decorazioni sbalzate e cesellate, una Pace raffigurante una Deposizione in policromia smaltata nonché una croce processionale. Giovanni Stefano Ferrero invece donò un preziosissimo calice con figure e decorazioni floreali graffite nell'argento.

Lo stretto legame tra gli oggetti esposti e la documentazione presente nell'attigua biblioteca ed archivio è segnato da alcuni significativi oggetti:
- La copia anastatica del Vercelli Book.
- il Rotolo con gli Atti degli Apostoli, realizzato in uno scriptorium vercellese nel XII secolo

Due legature di importanti manoscritti: 
- su committenza di Re Berengario la legatura del Codex Vercellensis Evangeliorum in argento sbalzato, risalente al X secolo. La legatura risulta posteriore alla realizzazione del manoscritto, che viene ritenuto una delle più antiche traduzioni in latino dei Vangeli, realizzata nel IV secolo secondo la tradizione da sant'Eusebio stesso.
- Legatura di Evangeliario, il cosiddetto "Codice C" (metà XII secolo), in lamina d'oro e argento decorata con smalti e pietre preziose.

Tutte le opere conservate dalla Fondazione in Museo e parte di quelle non esposte sono state pubblicate, a partire dal 14 aprile 2021, sulla piattaforma Google Arts & Culture.

### I reliquiari
Nella sezione sono conservati pregevoli suppellettili ecclesiastiche, tra le quali si segnalano:
- Reliquiario a teca del Presepe (seconda metà del VII secolo).
- Reliquiario a teca dei capelli di Maria Vergine (VIII secolo).
- Reliquiario a teca di san Giovanni Battista (VIII - IX secolo), di ambito mozarabico, in osso.
- Reliquiario a teca di san Nazario e san Celso (IX - XII secolo), in lamina d'argento a sbalzo.
- Reliquiario a teca di santa Caterina d'Alessandria (XIII secolo), in rame dorato e smalti di Limoges.
- Reliquiari in argento di ambito locale.
- Quattordici reliquiari a statuetta degli Apostoli, san Giovanni Battista e san Paolo (XV secolo), in argento, di bottega gotico-lombarda.
- Reliquiario a busto si San Filippo Neri (sec. XVII), in argento.
- Anello, vestina e lettera autografa di San Carlo Borromeo